# 胡安德梅納 (巴拉圭)

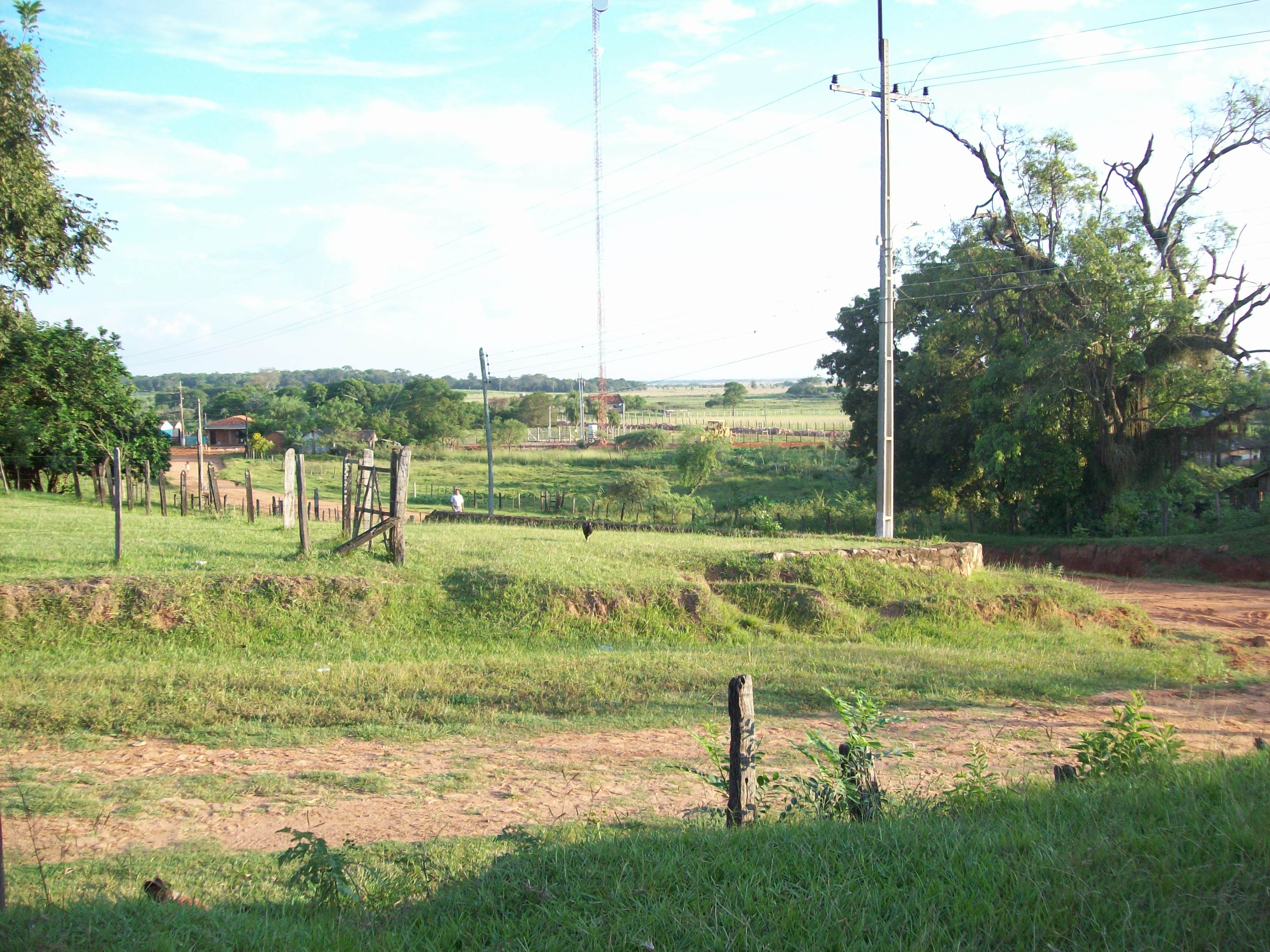

24°57′S 56°30′W / 24.950°S 56.500°W
胡安德梅納（西班牙語：Juan de Mena），是巴拉圭的城鎮，位於該國中部，由科迪勒拉省負責管轄，面積968平方公里，海拔高度77米，2002年人口5,486，人口密度每平方公里5.67人。